# Neustadt (Gemarkung)

Lage der Gemarkung Neustadt in Dresden.

Die Neustadt ist eine Gemarkung des Stadtkerns von Dresden. In ihr sind vor allem jene rechtselbischen Flurgebiete vereinigt, die schon vor den großen Eingemeindungswellen zu Dresden gehörten.

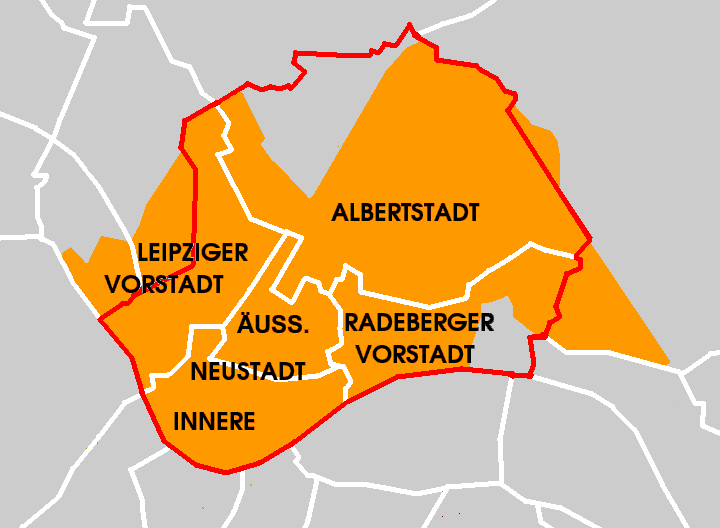
Die Gemarkung Neustadt (orange) mit den Grenzen des Stadtbezirks Neustadt (rot) und der statistischen Stadtteile (rot/weiß) sowie mit den Stadtteilnamen

Sie dehnt sich über den historischen Stadtkern des ehemaligen Altendresden hinaus auch auf Teile der Dresdner Vorstädte aus und zählt gemeinsam mit den Gemarkungen Altstadt I und II zu den flächenmäßig größten Gemarkungen der sächsischen Landeshauptstadt. Während sich fast alle anderen Stadtteile in eigenen Gemarkungen befinden, besteht die Gemarkung Neustadt aus mehreren Stadtteilen. Sie umfasst neben der innerhalb des 26er Rings gelegenen Inneren Neustadt auch die manchmal als Antonstadt bezeichnete Äußere Neustadt, die Leipziger Vorstadt, die Radeberger Vorstadt sowie die Albertstadt. Die Gemarkung Neustadt reicht vom Pieschener Hafen im Westen bis zur Mordgrundbrücke im Osten sowie von der Küchenbrücke über die Prießnitz im Norden bis zur Augustusbrücke im Süden.
Das Gemarkungsgebiet bestand bereits im 19. Jahrhundert weitgehend in seiner heutigen Ausdehnung. Ausnahmen hiervon sind die nördliche Leipziger Vorstadt und die für die Sächsische Armee geschaffene Albertstadt, die als autarke Militärstadt bis 1945 formell selbstständig blieb. In den 1950er Jahren wurde der Südosten Trachenberges, der bis 1897 unter dem Flurnamen Jeßnitz zum eigenständigen Gutsbezirk Wilder Mann gehört hatte und danach mit der Siedlung Oberer Hecht bebaut worden war, dem Stadtteil Leipziger Vorstadt zugeschlagen und liegt seitdem in der Gemarkung Neustadt.
Angrenzende Gemarkungen sind Pieschen und Trachenberge im Nordwesten, Hellerberge und Klotzsche im Norden, die Dresdner Heide im Nordosten und Loschwitz im Osten. Südlich benachbart liegen bereits auf der linken Elbseite die Gemarkungen Friedrichstadt sowie Altstadt I und II mit der Inneren Altstadt, der Wilsdruffer Vorstadt, der Pirnaischen Vorstadt und der Johannstadt.
Die Neustadt als Gemarkung hat vorwiegend Bedeutung für das Katasterwesen. Für die Zwecke der Statistik bilden die fünf Stadtteile der Gemarkung in leicht veränderten Grenzen ebenso viele statistische Stadtteile gleichen Namens. Diese werden im Stadtbezirk Neustadt zusammengefasst, der somit flächenmäßig der Gemarkung Neustadt recht ähnlich ist. Da aber die alten Gemarkungsgrenzen bei der Bildung der statistischen Stadtteile häufig unbeachtet blieben, liegen einige Teile der Gemarkung Neustadt nicht im gleichnamigen Stadtbezirk. Dies betrifft insbesondere den Albertpark in der südwestlichen Dresdner Heide, der seit 1899 zu Dresden gehört und zum Stadtbezirk Loschwitz gezählt wird, sowie den Westen (Neudorf) und Nordwesten der Leipziger Vorstadt, die somit teilweise zum Stadtbezirk Pieschen gehört.